# Astrid

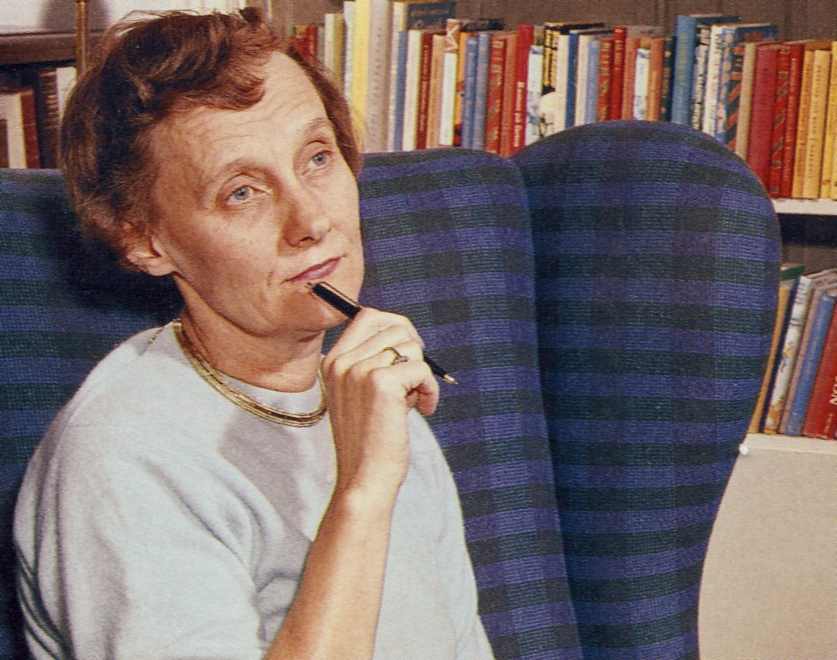
Astrid Lindgren

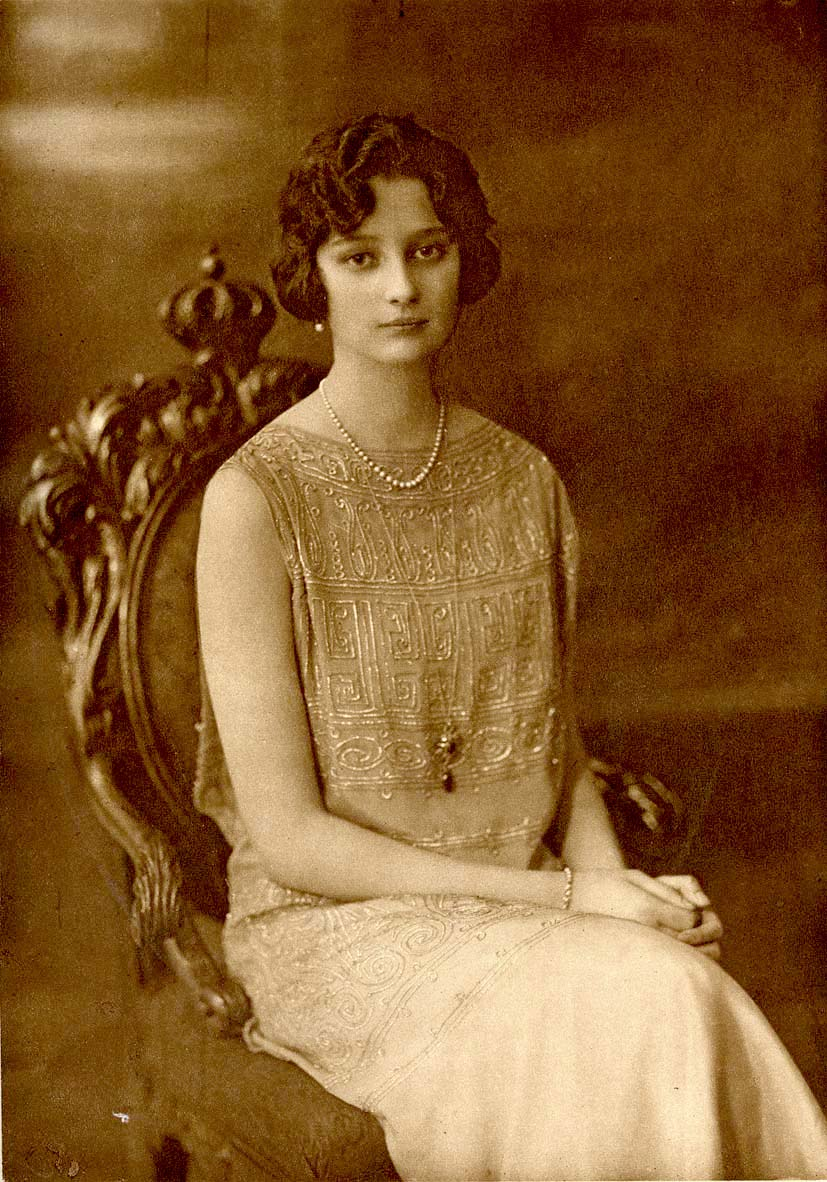
Astrid av Sverige

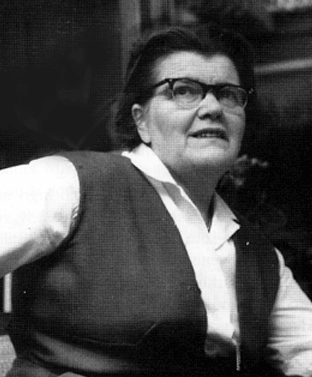
Astrid Pettersson

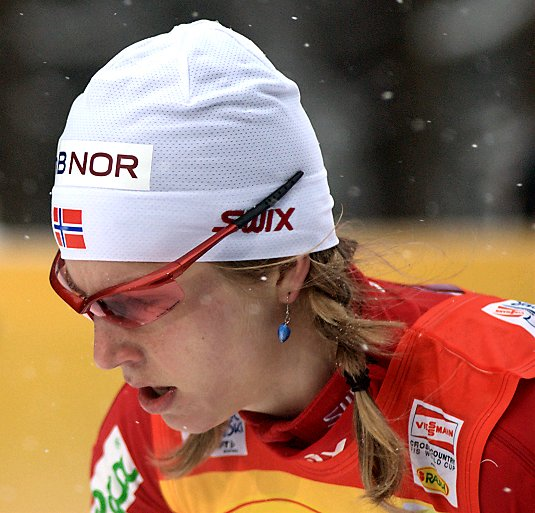
Astrid Jacobsen

Astrid är ett gammalt nordiskt kvinnonamn som är bildat från orden as, 'gud' och frid, skön/älskad, alltså 'gudaskön' eller 'älskad av asarna'. Den fornvästnordiska formen var Ásfríðr och namnet återfinns på runstenar, liksom den östnordiska formen Estrid. En norsk variant av namnet är Astri. Ett av de äldsta beläggen i Sverige för Astrid är en inskrift från 1000-talet på en runsten i Aspa, Södermanland: "Astrid lät göra detta minnesmärke efter Anund och Ragnvald, sina söner. Blevo dödade i Danmark, voro rika i Rauninge och raskast i Svitjod".
Astrid försvann så småningom ur den svenska almanackan men återupplivades i och med 1800-talets stora nordiska namnrenässans. Särskilt populärt blev namnet efter att den svenska prinsessan Astrid föddes 1905 och det är för att hedra henne som namnet återfinns i den svenska almanackan. Efter 1910-talet avtog populariteten men namnet är nu återigen på frammarsch.
Den 31 december 2014 fanns det totalt 39 460 kvinnor folkbokförda i Sverige med namnet Astrid, varav 15 422 bar det som tilltalsnamn. Motsvarande siffror för Astri var 194 respektive 82.
Namnsdag i Sverige: 27 november, tillsammans med Asta. I den finlandssvenska namnsdagslängden har Astrid namnsdag 27 november tillsammans med Estrid sedan starten 1929, då en egen namnsdagskalender togs i bruk för finlandssvenskar.

## Personer med förnamnet Astrid eller Astri
- Prinsessan Astrid av Belgien, belgisk prinsessa
- Prinsessan Astrid av Norge, norsk prinsessa
- Astrid av Sverige, belgisk drottning
- Astrid Olofsdotter av Sverige, norsk drottning
- Astrid Nialsdotter, svensk drottninggemål till kung Emund den gamle
- Astrid Assefa, svensk-etiopisk skådespelerska och teaterregissör
- Astrid Bergman Sucksdorff, svensk fotograf och författare
- Astrid Bodin, svensk skådespelare
- Astrid Cleve, svensk professor i biologi
- Astrid Flemberg-Alcalá, svensk författare
- Astrid Holm, dansk skådespelare
- Astrid Jacobsen, norsk skidåkare
- Astrid Kakuli, svensk dansare, koreograf och skådespelare.
- Astrid Kindstrand, svensk radioläsare
- Astrid Kirchherr, tysk fotograf
- Astrid Kristensson svensk politiker (m) och landshövding i Kronobergs län
- Astrid Kumbernuss, tysk friidrottare
- Astrid Lindgren, svensk författare
- Astrid Noack, dansk skulptör
- Astrid Pettersson, svensk författare
- Astrid Qvist, finlandssvensk kvinna, Nordens äldsta invånare
- Astrid Rietz, svensk skulptör
- Astrid Sampe, svensk textilkonstnär
- Astrid Strüwer, svensk dansös och balettpedagog
- Astrid Söderbaum, svensk skådespelerska
- Astrid Söderbergh Widding, svensk professor och universitetsrektor
- Astri Taube, svensk konstnär
- Astrid Thors, finländsk politiker
- Astrid Trotzig, svensk författare
- Astrid Varnay, svensk-ungersk-amerikansk operasångerska
- Astrid Villaume, dansk skådespelerska
- Astrid Väring, svensk journalist och författare
- Astrid Wedberg, svensk skådespelerska
- Astrid Zachrison, den hittills äldsta svenskan någonsin

### Fiktiva personer med förnamnet Astrid
- Astrid, en flicka som älskar riddar Sune och offrar sitt liv i Hjalmar Bergmans skådespel Sagan från 1920.
- Astrid, rymdkadett i Kim W. Anderssons serie Astrid: Vulkanmånens kult från 2016.
- Astrid, magiker och barndomsvän till Caleb Widogast i Critical Role kampanj 2: The Mighty Nine från 2018 (pågående)